# Akira Toriyama
Akira Toriyama (鳥山 明 Toriyama Akira?,  Nagoya, Prefectura de Aichi, 5 de abril de 1955-1 de marzo de 2024) fue un mangaka y diseñador de personajes japonés. Primero alcanzó reconocimiento popular tras crear la serie de manga Dr. Slump, y actuar como diseñador de personajes para videojuegos, tales como la serie Dragon Quest, Chrono Trigger y Blue Dragon. Toriyama es considerado uno de los autores más importantes en la historia del manga, especialmente por la creación de Dragon Ball. Autores como Eiichirō Oda y Masashi Kishimoto lo han citado como referente e inspiración para sus obras.
Ganó el Premio Shogakukan Manga de 1981 al mejor manga shōnen con Dr. Slump, el cual llegó a vender más de 35 millones de copias en Japón. Fue adaptado en una exitosa serie de anime, con una segunda serie creada en 1997, 13 años después de que el manga terminara. Su próxima serie, Dragon Ball, se convertiría en uno de los mangas más populares y exitosos del mundo. Con unas ventas de 260 millones de copias en todo el mundo, es una de las series de manga más vendidas de todos los tiempos y se considera una de las principales razones del auge del manga en la década de 1980 y mediados de la década de 1990. En el extranjero, las adaptaciones de anime de Dragon Ball han sido más exitosas que el manga y se les atribuye el impulso de la popularidad del anime en el mundo occidental. En 2019, Toriyama fue condecorado con la Orden de las Artes y las Letras, por sus contribuciones al arte.

## Primeros años
Akira Toriyama nació el 5 de abril de 1955 en la ciudad de Kiyosu, prefectura de Aichi, Japón. Tuvo una hermana menor. Desde joven, dibujaba principalmente animales y vehículos, dos de sus pasiones. Quedó fascinado después de ver la película 101 dálmatas (1961), y expresó su deseo de poder crear imágenes tan impresionantes. Quedó impactado nuevamente en la escuela primaria al ver la colección de manga del hermano mayor de un compañero de clase, y otra vez al ver por primera vez un televisor en la casa de un vecino. Citó a Astro Boy (1952-1968) de Osamu Tezuka como la fuente original de su interés por el manga. Toriyama recuerda que, en la escuela primaria, todos sus compañeros dibujaban imitando anime y manga, debido a la falta de muchas otras formas de entretenimiento. Él cree que comenzó a destacar cuando comenzó a dibujar imágenes de sus amigos. A pesar de estar absorto en el manga en la escuela primaria, Toriyama dijo que tomó un descanso en la secundaria, probablemente porque se interesó más en las películas y programas de televisión. Cuando se le preguntó si tuvo alguna experiencia formativa con el entretenimiento tokusatsu, Toriyama dijo que disfrutaba del programa de televisión de Ultraman y de la serie de películas kaiju de Gamera.
Toriyama dijo que era una «decisión fácil» asistir a una escuela secundaria centrada en el diseño creativo, pero admitió que estaba más interesado en divertirse con sus amigos. Aunque aún no leía mucho manga, de vez en cuando dibujaba uno por sí mismo. A pesar de la fuerte oposición de sus padres, Toriyama estaba seguro de ingresar a la fuerza laboral al graduarse en lugar de continuar su educación.

## Carrera

### 1978-1983: actividad profesional inicial yDr. Slump
Inicialmente, se desempeñó como publicista en una agencia de publicidad localizada en Nagoya, donde diseñaba carteles. Aunque Toriyama dijo que se adaptó rápidamente al trabajo, admitió que a menudo llegaba tarde porque no era una «persona madrugadora» y a menudo era reprendido por vestirse informalmente, hasta que se cansó del ambiente, y después de tres años de laborar en ese lugar, decidió renunciar. Posteriormente, persiguió una carrera como mangaka, firmando un contrato con la revista Shonen Jump de Shūeisha. 

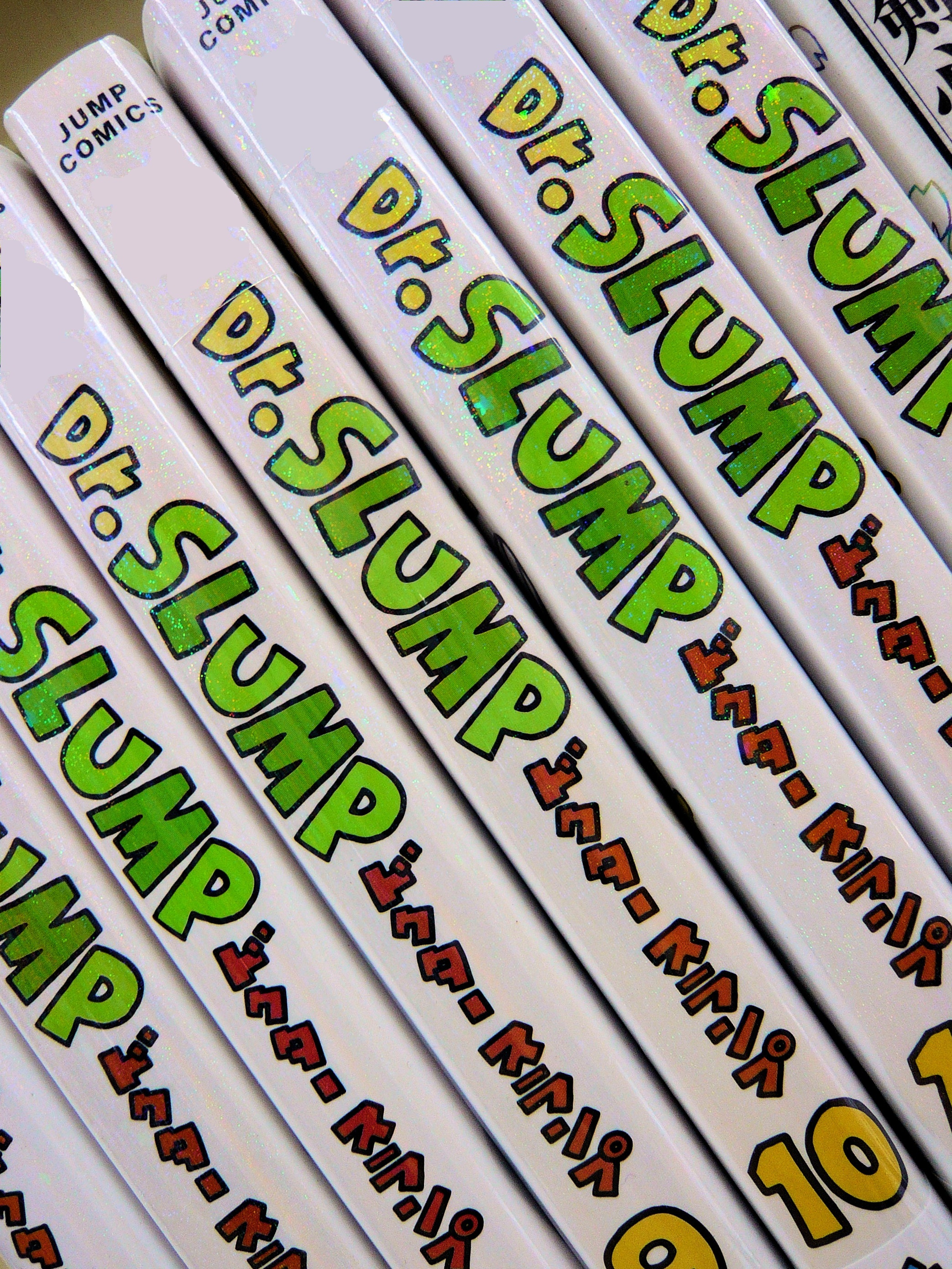
Edición Kanzenban de Dr. Slump, publicada por Shūeisha.

Su primer reconocimiento profesional lo logró con Dr. Slump. El antedicho manga, que se publicó por entregas en Weekly Shōnen Jump de 1980 a 1984, fue un gran éxito y convirtió a Toriyama en un nombre familiar. Sigue las aventuras de un profesor pervertido y su pequeño pero superfuerte robot Arale. En 1981, Dr. Slump le otorgó a Toriyama el Shogakukan Manga Award a la mejor shōnen o shōjo manga a serie del año. Una adaptación de anime comenzó a transmitirse ese mismo año, durante el prime time los miércoles a las 19:00 en Fuji TV. Las adaptaciones de la obra de Toriyama ocuparon este espacio de tiempo de forma continua durante 18 años, a través de las transimisiones originales de Dr. Slump, Dragon Ball, y sus dos secuelas, y finalmente un reinicio de Dr. Slump que concluyó en 1999. En 2008, el manga de Dr. Slump había vendido más de 35 millones de copias en Japón.

### 1983-1996:Dragon Bally éxito internacional
Tras la conclusión de Dr. Slump, en 1983 empezó a escribir una historia corta llamada Dragon Boy, que poco después pasó a renombrar a Dragon Ball e inició su creación como un nuevo manga. Su argumento consiste en las aventuras de Son Gokū y sus amigos, en medio de la búsqueda monumental de las siete esferas mágicas del Dragón (Dragon Balls), cuya unión puede invocar la presencia del dios dragón Shenlong, quien concede deseos. Esta obra lo hizo inmensamente popular en Japón y en el extranjero.

### 1996-2011: proyectos posteriores
En 1996, la compañía que realizaba el anime, Toei Animation, intentó continuar con la historia, pero Toriyama se negó a producir más mangas de Dragon Ball, así que Toei Animation decidió realizar por sí misma una serie original como una secuela de Dragon Ball Z, aunque por petición de Toei Animation, Akira Toriyama ayudó en el inicio del proyecto con el diseño de los personajes y máquinas principales, tres artes conceptuales, y el diseño y título de la serie. También es el anime en el que menos ha contribuido. Así empezó Dragon Ball GT, que no tuvo tanto éxito como las versiones anteriores (Dragon Ball y Dragon Ball Z).
Los trabajos manga que realizó Toriyama después del fin de la serialización de Dragon Ball han sido historias cortas (de entre 100 y 200 páginas), entre las que se encuentran Cowa!, Kajika, Sand Land y Neko Majin, entre otras. Posteriormente en 2008 contribuyó con el concepto original de la nueva OVA de Dragon Ball Z (Ossu! Kaette kita Son Gokū to nakamatachi!!) con motivo del 40 aniversario de la revista Weekly Shonen Jump.
En 2009, Toriyama dibujó un manga titulado Delicious Island's Mr. U para Anjō's Rural Society Project, una organización ambiental sin fines de lucro que enseña la importancia de la agricultura y la naturaleza a los niños pequeños. Originalmente le pidieron que hiciera las ilustraciones para un folleto, pero a Toriyama le gustó el proyecto y decidió expandirlo hasta convertirlo en una historia. Su obra está incluida en un folleto sobre conciencia ambiental distribuido por el gobierno de la ciudad de Anjō. Como parte del proyecto Top of the Super Legend de Weekly Shōnen Jump, una serie de seis one-shots de artistas famosos de Jump, Toriyama creó Kintoki para su edición del 15 de noviembre de 2010. Colaboró con Weekly Shōnen Jump para hacer un video que creara conciencia en apoyo a los afectados por el terremoto y tsunami de Japón de 2011, acaecido el 11 de marzo de 2011.

### 2012-2024: regreso aDragon Ball

Logo de Dragon Ball Z.

En 2012, se anunció la creación de la película Dragon Ball Z: Battle of Gods, en la que Toriyama estuvo involucrado para su elaboración. La cinta marcó el primer filme en cines en 17 años, y la primera vez que Toriyama participó en una en sus etapas iniciales de escritura. La película se estrenó el 30 de marzo de 2013. Un «doble programa» especial que podría usarse para ver tanto Battle of Gods como One Piece Film: Z, fue creado con arte nuevo por Toriyama y Eiichiro Oda.
El 28 de abril de 2015, se confirmó la continuación de Dragon Ball, ubicada en el lapso de tiempo que pasa tras el final de la saga de Majin Buu y final de Dragon Ball. Cuya historia «estaría» dirigida por Akira Toriyama, y dada su edad y propósito con la continuación, el dibujo de su versión en manga y el guion estaría a manos de Toyotaro, dibujante escogido por Toriyama para continuar con la franquicia. El mismo año, colaboró en la película Dragon Ball Z: Fukkatsu no F, en la que estuvo a cargo del arte, concepto, guion e historia. En adición, en ese tiempo también contribuyó en la creación del anime Dragon Ball Super, que fue estrenado por Toei Animation el 5 de julio de 2015, y concluyó el 25 de marzo de 2018.
Al finalizar Dragon Ball Super, se anunció la nueva película que continuaría con los sucesos del mencionado anime, Dragon Ball Super: Broly. La cinta fue escrita y supervisada por Toriyama, y dirigida por Tatsuya Nagamine, a quien Toriyama escogió personalmente por su talento en representar a los personajes. El filme se estrenó el 14 de noviembre de 2018, logrando ser un éxito tanto en taquilla como en crítica.

## Otras actividades

### Diseño de personajes
El éxito de Toriyama también lo llevó a trabajar en el diseño de personajes de varios videojuegos. De manera particular, trabajó en el desarrollo de la popular serie de videojuegos de rol Dragon Quest (conocida principalmente en Estados Unidos como Dragon Warrior). También diseñó los personajes del videojuego de rol Chrono Trigger para Super Nintendo y Super Famicom y del popular juego de peleas Tobal No. 1 para PlayStation y también de su secuela Tobal No. 2, que solo fue publicada en Japón. 
En colaboración con la editorial Shūeisha, fue el encargado de diseñar los principales mechas para el videojuego y anime Kūsō Kagaku Sekai Gulliver Boy, como el León Marino, la nave en donde viajan los protagonistas.
Su última aportación fue para la consola Xbox 360, donde aportó con su arte para el juego de rol Blue Dragon. Además del videojuego, también se implicó en la serie del mismo nombre. Esto le hizo luego de darse cuenta de que le gustaban mucho los videojuegos, como mencionó en una entrevista a la revista Rolling Stone.
Blue Dragon es el último anime con diseños de Akira Toriyama. Se basa en el videojuego del mismo nombre, y se centra en un mundo donde las sombras cobran vida propia. El protagonista de esta historia es un joven llamado Shu, quien tiene por sombra a Blue Dragon, el cual repite los movimientos que el chico realiza. Shu, un tanto presionado por Nené y por su afán en destruir cuantas cosas se opongan a él, decide comenzar un viaje en el que convivirá con otros jóvenes poseedores también de sombras como él, el cual se hará fuerte y comprenderá muchas cosas sobre el mundo en el que se encontraba.

## Vida personal
Toriyama se casó con Yoshimi Katō el 2 de mayo de 1982. Ella es una exartista de manga de Nagoya que trabajaba bajo el seudónimo "Nachi Mikami" (みかみなち) y ocasionalmente ayudaba a Toriyama y a su asistente en Dr. Slump cuando tenían poco tiempo. Tuvieron dos hijos: un hijo llamado Sasuke nacido el 23 de marzo de 1987, y una hija llamada Kikka, nacida en octubre de 1990. Toriyama vivía en su estudio en casa en Kiyosu. Era un conocido ermitaño que evitaba aparecer en público o en los medios de comunicación. Como extensión a su timidez, Toriyama había utilizado un avatar llamado «Robotoriyama» desde diciembre de 1980, para poder representarse a sí mismo en mangas y entrevistas.
Toriyama tenía una pasión por los automóviles y las motocicletas, algo que heredó de su padre, quien solía correr motocicletas y operaba un negocio de reparación de autos por un breve tiempo, aunque él mismo no entendía la mecánica. El autor era amante de los animales, habiendo tenido muchas especies diferentes de aves, perros, gatos, peces, lagartos e insectos como mascotas desde la infancia. Algunos de ellos fueron utilizados como modelos para personajes que creó, como Karin y Beerus. Toriyama tuvo una pasión de toda la vida por los modelos de plástico y diseñó varios para la marca Fine Molds. También coleccionaba autógrafos de famosos artistas de manga, teniendo más de 30, incluyendo a Yudetamago y Hisashi Eguchi, un pasatiempo que le atribuyó al personaje Peasuke Soramame.

### Muerte
El 1 de marzo de 2024, Toriyama falleció a causa de un hematoma subdural agudo, a los 68 años de edad. Su muerte fue anunciada por Bird Studio, una semana después por deseos de su familia, el 8 de marzo.

## Legado
El 30 de mayo de 2019, Toriyama fue condecorado como Chevalier o «Caballero» de la Orden de las Artes y las Letras por el gobierno francés, gracias a sus contribuciones a las artes. También fue nominado en 2019 para ingresar al Salón de la Fama de Will Eisner. Será póstumamente honrado con un premio Lifetime Achievement Award durante el Tokyo Anime Awards Festival de 2024. Debido a su trabajo como diseñador de videojuegos, IGN colocó a Toriyama en el puesto 74 en su lista de los 100 mejores creadores de juegos de todos los tiempos.

## Obras
Además de Dr. Slump (1980–1984) y Dragon Ball (1984–1995), Toriyama dibujó predominantemente manga one-shots y piezas cortas (100–200 páginas), incluyendo Pink (1982), Go! ¡Ir! Ackman (1993–1994), Cowa! (1997–1998), Kajika (1998) y Sand Land (2000). Muchos de sus one-shots se recopilaron en su serie de antología de tres volúmenes, Akira Toriyama's Manga Theatre (1983–1997). También colaboró con otros artistas de manga, como Katsura y Oda, para producir one-shots y crossovers cortos.
Toriyama también creó muchos diseños de personajes para varios videojuegos, como la serie Dragon Quest (1986–2023), Chrono Trigger (1995), Blue Dragon (2006), y algunos videojuegos Dragon Ball. También diseñó varios personajes y mascotas para Shueisha, su empleador durante toda su carrera y la editorial más grande de Japón, productora de varias revistas de manga.
Aunado a sus trabajos relacionados con el manga, Toriyama también creó varias ilustraciones, portadas de álbumes y libros, mascotas, y logotipos. Por ejemplo, esbozó varias versiones del logotipo de Dragon Ball Z, que Toei Animation luego perfeccionó hasta convertirlo en un diseño definitivo.